# Martim Soares de Baguim
Martim Soares de Baguim (c. 1230 - 1247) foi um nobre medieval do Reino de Portugal dado à poesia e à arte das cantigas satíricas, cantigas que abrangem o lirismo trovadoresco galaico-português (cantigas de amigo, de amor e de escárnio e mal-dizer). No Cancioneiro da Vaticana encontram-se 11 cantigas satíricas assinadas por Martim Soares. 

## Relações familiares
Foi filho de Soeiro Pires da Maia (c. 1180 -?) e casado por duas vezes, embora a história só registes o nome da promeira esposa que foi Maria Rodrigues de Baguim, de quem teve:
1. Martim Martins de Baguim;
2. Mór Martins de Baguim casada com Martim Vasques Mogudo de Sandim;
3. Teresa Martins de Baguim casada por duas vezes, a primeira com Vicente Martins Curutelo e a segunda com Martim Pires de Podentes;
4. Pero Martins de Baguim, foi frade;
5. Urraca Martins de Baguim;
6. Maria Martins de Baguim casado com Gonçalo Godins.

Do segundo casamento foi pai de:
1. Martim Moniz da Maia